# Lijst van burgemeesters van Amstenrade
Dit is een lijst van burgemeesters van de voormalige Nederlandse gemeente Amstenrade tot die gemeente op 1 januari 1982 opging in de gemeente Schinnen.
| Ambtsperiode | Naam burgemeester                                     | Partij of stroming | Bijzonderheden |
| ------------ | ----------------------------------------------------- | ------------------ | --- |
| 18?? - 18??  | ??                                                    |                    | |
| 18?? - 18??  | J.P. Limpens                                          |                    | |
| 1854 - 1883  | H.J. Goessens                                         |                    | |
| 1883 - 1884  | I.C.B.E.M. graaf de Marchant d'Ansembourg             |                    | |
| 1884 - 1925  | A.O.J.E.M. graaf de Marchant d'Ansembourg             |                    | |
| 1925 - 1934  | Max (M.V.E.H.J.M.) graaf de Marchant et d'Ansembourg  | RKSP / NSB         | voorganger was zijn oom                                                                                                  |
| 1934 - 1937  | J.J. van Sonsbeeck                                    |                    | later burgemeester van Beek                                                                                              |
| 1937 - 1941  | mr. F.J. baron van Hövell tot Westervlier en Wezeveld |                    | |
| 1941 - 1944  | Willem (W.) Henkes                                    | NSB                | vanaf 1943 ook burgemeester van Oirsbeek                                                                                 |
| 1944 - 1975  | mr. F.J. baron van Hövell tot Westervlier en Wezeveld | KVP                | tevens vanaf 1944 burgemeester van Oirsbeek                                                                              |
| 1976 - 1982  | Ton (A.G.H.) Gubbels                                  | KVP / CDA          | tevens burgemeester van Oirsbeek, eerder burgemeester van Broekhuizen, later burgemeester van Heel en Panheel en Grathem |